# Comuna de Perlejewo
Perlejewo (polaco: Gmina Perlejewo) é uma gminy (comuna) na Polónia, na voivodia de Podláquia e no condado de Siemiatycze. A sede do condado é a cidade de Perlejewo.
De acordo com os censos de 2004, a comuna tem 3287 habitantes, com uma densidade 30 hab/km².

## Área
Estende-se por uma área de 106,32 km², incluindo:
- área agricola: 74%
- área florestal: 19%

## Demografia
Dados de 31 de Dezembro de 2006:
|                      | Total   | Total | Mulheres | Mulheres | Homens  | Homens |
| -------------------- | ------- | ----- | -------- | -------- | ------- | ------ |
|                      | pessoas | %     | pessoas  | %        | pessoas | %      |
| População            | 3287    | 100   | 1640     | 49,9     | 1647    | 50,1   |
| Densidade (pop./km²) | 30      | 100   | 15       | 15       | 15      | 15     |

De acordo com dados de 2004, o rendimento médio per capita ascendia a 1148,94 zł.

## Comunas vizinhas
- Ciechanowiec, Drohiczyn, Grodzisk, Jabłonna Lacka